# Marta Randall
Marta Randall (Ciudad de México, 1948) es una escritora de ciencia ficción mexicano-estadounidense. De 1981 a 1984, fue vicepresidenta y luego la primera presidenta de la asociación de Escritores de Ciencia Ficción de Estados Unidos.
Además de escribir numerosas novelas cortas y de ciencia ficción, Marta Randall ha editado las  antologías de ciencia ficción: New Dimensions y The Nebula Awards. 
Ha trabajado como maestra de escritura de ciencia ficción en los talleres de Clarion East y Clarion West, de UC Berkeley y de la Universidad Estatal de Portland y en talleres privados.  
Randall ha publicado con su nombre real y con el seudónimo de Martha Conley.

## Obra

### La saga de Kennerin
- El viaje (Journey) (1978) (ISBN 0-7592-2560-5)
- Juegos peligrosos (Dangerous Games) (1980)

### Otras novelas
- Una ciudad en el norte (A City in the North) (1976)
- Islas (Islands) (1976) (candidato a los Nebula Awards)
- La espada del invierno (The Sword of Winter) (1983)
- Aquellos que encendieron el fuego (Those Who Favor Fire) (1984)
- La luz que crece (Growing Light) (como Martha Conley) (1993)

### Colecciones
- Cuentos escogidos (2007)

### Cuentos
- "La carrera Smack" ("Smack Run") (1972), Mundos nuevos 5 (New Worlds 5)
- "Un Scarab en la Ciudad del Tiempo" ("A Scarab in the City of Time") (1975), Dimensiones nuevas 5 (New Dimensions 5)
- "El mundo de Megan" ("Megan's World") (1976), El barco de cristal (The Crystal Ship)"El jinete silente" ("Secret Rider") (1976), Dimensiones nuevas 6 (New Dimensions 6)
- "El estado del arte en Alyssum" ("The State of the Art on Alyssum") (1977), Dimensiones nuevas 7 (New Dimensions 7)
- " Vista de Inacabable Scarp" (1979), La revista de ciencia ficción & fantasía (The Magazine of Fantasy & Science Fiction)
- "El capitán y el niño" ("The Captain and the Kid") (1979), Universo 9 (Universe 9)
- "Circo" ("Circus") (1980), Nuevas dimensiones 10
- "Sugarfang" (1980), Shayol #4
- "Emris: excerpt" ("Emris: An Excerpt") (1981), Un lector de fantasía: el libro de las convenciones fantásticas del séptimo mundo (A Fantasy Reader: The Seventh World Fantasy Convention Book )
- "Singles" (1982); Sombras 5 (Shadows 5)
- "Meya" (excerpt) (1984), Norwescon 7 Libro del programa
- "En Cannon Beach" ("On Cannon Beach") (1984); La ciencia ficción de Asimov (Asimov's Science Fiction)
- "Gracias, señor Halifax" ("Thank You, Mr. Halifax") (1984); Revista Omni
- "El gran domo" ("Big Dome") 1985), Los planetas (The Planets)
- "Los cambios del mar" ("Sea Changes") (1985);
- "Noches lapidarias" ("Lapidary Nights") (1987), Universo 17 (Universe 17)
- "Innegable belleza: un cuento de advertencia" (1985), La ciencia ficción de Asimov (Asimov's Science Fiction)
- "Cazado" (1987), La revista de la Zona Crepuscular (The Twilight Zone Magazine)
- "Cuestión de magia" (1990), Cuentos del Mundo de las Brujas 3 (Tales of the Witch World 3)
- "Helen gestora" (2003), Readerville Revista
- "El niño oscuro" (2007),  La revista de ciencia ficción & fantasía (The Magazine of Fantasy & Science Fiction)
- "Lázaro y Antonio" (2007), La revista de ciencia ficción & fantasía (The Magazine of Fantasy & Science Fiction)

### Antologías editadas
- Nuevas dimensiones 11 (1980) (con Robert Silverberg)
- Nuevas dimensiones 12 (1981) (con Robert Silverberg)
- [./https://en.wikipedia.org/wiki/The_Nebula_Awards_19 The Nebula Awards #19] (1984)